# Procambarus clarkii
El cangrejo rojo americano, cangrejo de las marismas o cangrejo de río americano (Procambarus clarkii) es una especie de crustáceo decápodo de la familia Cambaridae. Es un cangrejo de río nativo del sureste de Estados Unidos, pero que se puede encontrar en otros continentes, donde a menudo es una especie invasora.
Debe su nombre a Charles Frédéric Girard en honor de John H. Clark, quien estudió la frontera entre Estados Unidos de América y México en 1851.[cita requerida]

## Distribución
La zona de origen de P. clarkii es la costa del golfo de México de Estados Unidos desde el norte de México hasta Florida y también hacia el interior por el sur de Illinois y Ohio. También ha sido a veces introducido deliberadamente fuera de su zona de origen como en países de Asia, África, Europa y otros sitios del continente americano. En el norte de Europa las poblaciones se mantienen pero no se expanden, pero en el sur de Europa, P. clarkii se está expandiendo y colonizando nuevos territorios y desplazando a los cangrejos de río autóctonos Astacus astacus, Austropotamobius spp.
En la península ibérica ha desplazado en muchísimos cursos de agua al cangrejo de río ibérico (Austropotamobius pallipes lusitanicus). Se ha comprobado algunos individuos capaces de atravesar algunos kilómetros de terreno relativamente secos, especialmente en las épocas húmedas del año, aunque el comercio para acuarios y los pescadores pueden haber acelerado la expansión en algunas zonas (se cree que los pescadores al usar P. clarkii como cebo lo introdujeron en el estado norteamericano de Washington).

## Ecología

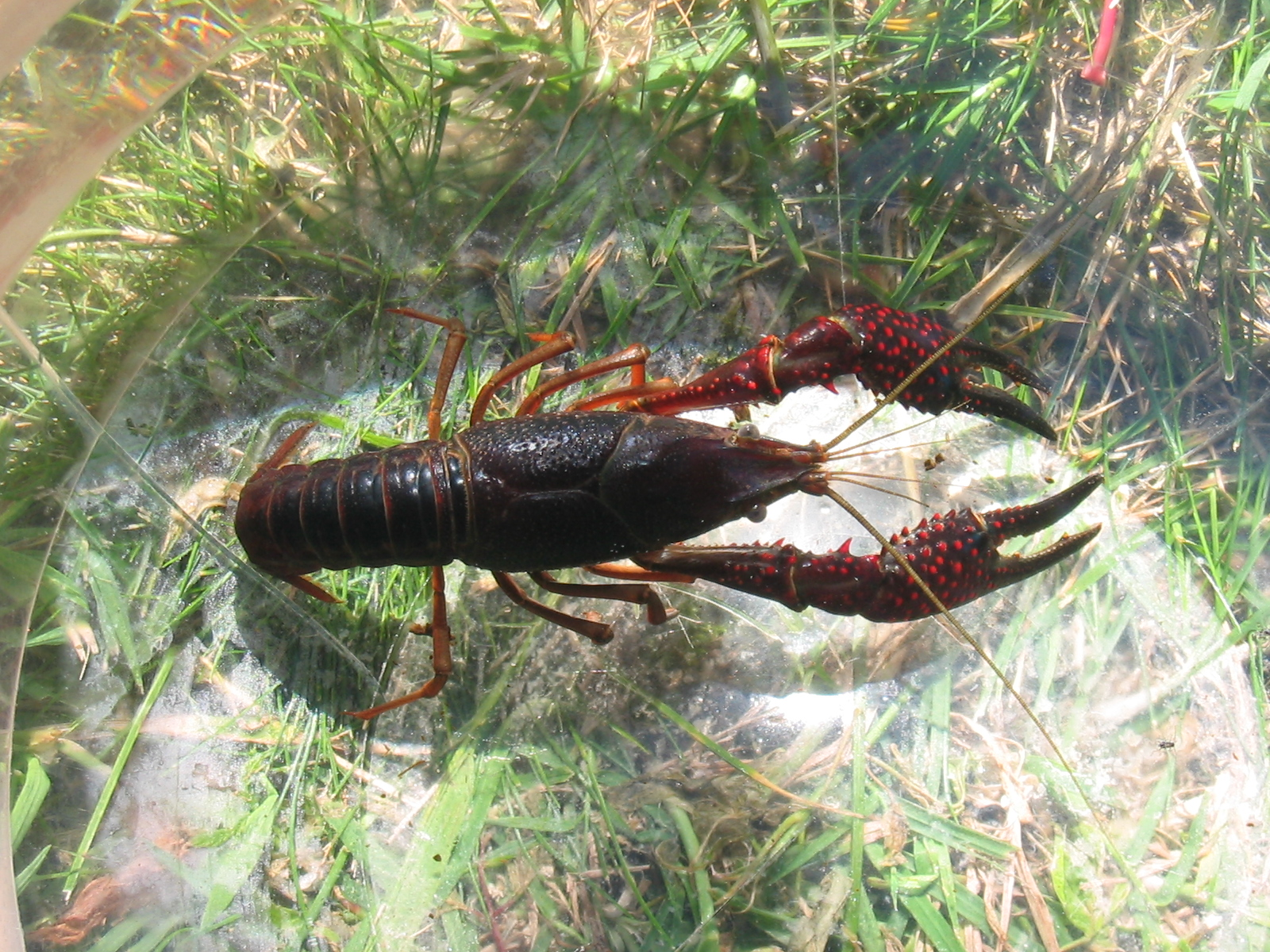
P. clarkii, vista dorsal.

P. clarkii se encuentra normalmente en aguas no demasiado frías, como ríos de curso lento, marismas, estanques, sistemas de riego y campos de arroz. Se le considera la especie del orden Decapoda con mayor capacidad de adaptación a distintos ecosistemas. Es capaz de crecer rápidamente en sitios con aguas estacionales y es capaz de tolerar periodos secos más de cuatro meses. P. clarkii crece rápidamente y es capaz de alcanzar pesos de más de  50 g, y tamaños de 12 cm de longitud. También es capaz de tolerar aguas algo salinas, lo cual es inusual en cangrejos de río. La vida media de Procambarus clarkii es de cinco años. Se sabe de individuos que han alcanzado más de seis años en estado silvestre.
Su alimentación es omnívora: puede alimentarse tanto de vegetales como de otros animales e incluso de carroñas.

## Importancia económica
El rápido crecimiento y la gran capacidad de adaptación de P. clarkii ha facilitado la industria de este cangrejo de río en Luisiana, con ganancias de millones de dólares anuales, y con más de 500 km² de cultivos de esta especie. P. clarkii conforma la gran mayoría de la producción de cangrejo de río en los Estados Unidos y otros países. P. clarkii también ha sido introducido para su cría en distintos países tal como en España, en Isla Mayor donde su éxito se atribuye a su capacidad de adaptación al colonizar hábitats alterados que serían inviables para el cangrejo de río autóctono. P. clarkii también se cría para su uso en enseñanza e investigación.

## Impactos ecológicos
P. clarkii es un gran excavador. Esta labor puede producir daños en el curso de los ríos y en los cultivos, particularmente en el arroz, y sus hábitos de alimentación puede alterar los ecosistemas nativos. Puede competir y desplazar a los cangrejos de río autóctonos, y es vector del hongo Aphanomyces astaci que causa grandes daños a los cangrejos autóctonos. También es vector de virus de cangrejos de río y de varios gusanos parásitos de vertebrados.
En España, P. clarkii ha desplazado al cangrejo de río autóctono (Austropotamobius pallipes lusitanicus) en casi todos los cursos de agua, quedando este sólo en los cursos más altos donde al agua es más fría de ríos de Castilla y León, País Vasco, La Rioja y otras regiones del norte, por lo que se le considera una especie invasora y está incluida en el Catálogo Español de Especies Exóticas Invasoras, regulado por el Real Decreto 630/2013.
En zonas donde se ha introducido se han observado la disminución de anfibios, ya que consume tanto sus huevos como individuos no adultos.
Debido a su potencial colonizador y constituir una amenaza grave para las especies autóctonas, los hábitats o los ecosistemas, esta especie ha sido catalogada en el Catálogo Español de Especies exóticas Invasoras, aprobado por Real Decreto 630/2013, de 2 de agosto, estando prohibida en España su introducción en el medio natural, posesión, transporte, tráfico y comercio.
Se ha convertido en presa de la garza real, cigüeñas, gaviotas, garzas blancas, garcillas bueyeras, entre otros.

## Reproducción
Procambarus clarkii se reproduce normalmente de forma sexual, pero recientes investigaciones sugieren que también se podría reproducir por partenogénesis.